# Pic (gréement)
Pour les articles homonymes, voir Pic.
Un pic, désigne dans le vocabulaire maritime, un petit espar hissé verticalement et sur lequel est fixée une voile haute (flèche). 

## Étymologie
Son nom est issu de la locution « vergue apiquée » ou « vergue hissée à pic », le terme pic désignant à l'origine la verticalité (comme dans couler à pic, par exemple).